# На седмото небе
„На седмото небе“ е вторият албум на българската попфолк певица Весела. Записан е през 2001 г. В албума са включени 17 песни.

## Списък с песните
1. 300 нощи, 300 дни
2. Джобно гадже
3. Шуми, Яворе
4. Ако теб намеря
5. Първо ято
6. Чиста страст
7. Клетви
8. Не казвай, либе, лека нощ
9. На седмото небе
10. Дрешна душа
11. 100 писма
12. Кажи ми „не“
13. Ръчна-крачна
14. Може би
15. Романтично кафене
16. Като жар под пепелта
17. 300 нощи, 300 дни (инструментал)

## Видеоклипове
| Видеоклип         | Премиера | Албум           | Режисьор                    |
| ----------------- | -------- | --------------- | --------------------------- |
| Ръчна-крачна      | 2000     | На седмото небе | Румен Атанасов/Георги Колев |
| Може би           | 2001     | На седмото небе | Николай Скерлев             |
| 300 нощи, 300 дни | 2001     | На седмото небе | Николай Скерлев             |
| Джобно гадже      | 2001     | На седмото небе | Николай Скерлев             |
| Шуми, Яворе       | 2001     | На седмото небе | Румен Атанасов/Георги Колев |

## ТВ Версии
| Видеоклип         | Албум           | Програма                                                             |
| ----------------- | --------------- | -------------------------------------------------------------------- |
| Ръчна-крачна      | На седмото небе | Промоция „Долу маските“                                              |
| Кажи ми „не“      | На седмото небе | Промоция „В крачка“, Новогодишна програма на „Пайнер“ 2000           |
| Ако теб намеря    | На седмото небе | Фолкмаратон 100, Промоция „Стюардеса“                                |
| Може би           | На седмото небе | Промоция „Стюардеса“                                                 |
| 300 нощи, 300 дни | На седмото небе | Промоция „100 патрона“, Промоция „Софиянка“, Промоция „Искам всичко“ |
| Клетви            | На седмото небе | Новогодишна програма на „Пайнер“ 2001                                |

## Музикални изяви

### Участия в концерти
- Концерт есен 2000 – изп. „Ръчна-крачна“
- Откриване телевизия „Планета“ – изп. „300 нощи, 300 дни“